# Meriame Terchoun
Meriame Terchoun (* 27. Oktober 1995 in Zürich) ist eine Schweizer Fussballspielerin. Sie spielt seit 2022 für den FCO Dijon in der ersten französischen Liga und seit 2015 für die Schweizer Nationalmannschaft.

## Karriere

### Vereine
Terchoun spielte von 2006 bis 2009 beim SC YF Juventus, wechselte dann zum FC Zürich Frauen, bei dem sie mit einer kurzen Unterbrechung von 2009 bis 2022 spielte. Im ersten Halbjahr 2017 stand sie im Kader des FC Basel. Mit Zürich gewann sie achtmal die Schweizer Meisterschaft und siebenmal den Pokal. In dieser Zeit erlitt sie aber auch drei Kreuzbandrisse (2016, 2017, 2019), die jeweils lange Rehabilitationspausen nach sich zogen. Für den FCZ bestritt sie insgesamt 166 Pflichtspiele, erzielte 53 Tore und verbuchte 28 Assists.
2012/13 spielte sie erstmals in der UEFA Women’s Champions League, wo die Mannschaft sich in der Qualifikation mit drei Siegen bei einem Turnier in Slowenien durchsetzte. Beim 8:0-Sieg gegen Gintra Universitetas erzielte sie auch ihr erstes CL-Tor.
Im Juli 2022 wechselte sie schliesslich zum FCO Dijon in die erste französische Liga.

### Nationalmannschaften
Am 22. August 2011 wurde sie erstmals in einem Spiel der U-17-Mannschaft eingesetzt, verlor mit ihrer Mannschaft aber mit 0:2 gegen Österreich. Im Oktober nahm sie mit der Mannschaft an der ersten Qualifikationsrunde zur U-17-Fußball-Europameisterschaft der Frauen 2012 teil. Mit drei Siegen (17:1 gegen Georgien, 15:0 gegen Lettland und 2:1 gegen Polen) qualifizierten sie sich für die zweite Runde. Auch bei dieser kam sie dreimal zum Einsatz und erreichte mit einem 3:3 gegen Belgien sowie zwei 1:0-Siegen gegen Island und England die Endrunde im heimischen Nyon. Hier verloren sie aber im Juni 2012 im Halbfinale mit 1:5 gegen Frankreich und das Spiel um Platz 3 im Elfmeterschiessen gegen Dänemark. Damit endete ihre Zeit in der U-17. Im September hatte sie bei zwei Freundschaftsspielen gegen Dänemark ihre ersten Einsätze in der U-19-Mannschaft. Es folgten weitere Freundschaftsspieleinsätze im März 2013 und 2014. Im April 2014 nahm sie dann mit der Mannschaft an der zweiten Qualifikationsrunde zur U-19-Fussball-Europameisterschaft der Frauen 2019 teil. Nach Siegen gegen Belarus (5:0) und Gastgeber Portugal (2:1), verpassten sie durch eine 0:1-Niederlage als viertbester Gruppenzweiter die Endrunde und damit endete für sie die Zeit in den U-Mannschaften.
Am 22. September 2015 wurde sie dann erstmals in der A-Nationalmannschaft eingesetzt. Beim 4:1-Sieg im Freundschaftsspiel gegen Dänemark stand sie in der Startelf, wurde aber zur zweiten Halbzeit ausgewechselt. Im ersten Spiel der Qualifikation für die EM 2017 gegen Italien am 24. Oktober wurde sie erstmals über 90 Minuten eingesetzt. Mit einem 3:0-Sieg in Italien legten sie den Grundstein für die erste erfolgreiche EM-Qualifikation. Insgesamt kam sie zu vier Einsätzen in der Qualifikation. Auch bei der dazwischen ausgetragenen Qualifikation für die Olympischen Spiele 2016 wurde sie in allen drei Spielen eingesetzt. Mit nur einem Sieg bei zwei Niederlagen misslang aber die Qualifikation. Nach dem zweiten EM-Qualifikationsspiel gegen Italien, das mit 2:1 gewonnen wurde, musste sie 14 Monate auf einen weiteren Einsatz warten. Im letzten Vorbereitungsspiel für die EM-Endrunde gegen England, wurde sie als Mittelstürmerin eingesetzt, aber nach 48 Minuten beim Stand von 0:2 ausgewechselt (Endstand 0:4). Für die EM-Endrunde wurde sie dann auch nominiert, aber nur für die letzten 11 Minuten im dritten Gruppenspiel gegen Frankreich beim Stand von 1:1 als linke Sturmspitze eingewechselt. Sie konnte dem Spiel aber auch keine Wende mehr geben, so dass die Schweizerinnen als Gruppendritte ausschieden. In der anschließenden Qualifikation für die WM 2019 wurde sie nur im ersten Spiel gegen Albanien zur zweiten Halbzeit eingewechselt. Vier Tage später sass sie dann gegen Polen noch einmal für 90 Minuten auf der Bank und wurde dann erst im April 2019 wieder bei zwei Freundschaftsspielen für 21 bzw. 33 Minuten eingewechselt.
Sie stand im Kader für die Europameisterschaft 2022 in England, wurde aber nicht eingesetzt. Sie nahm auch an der Weltmeisterschaft 2023 teil und wurde in allen vier Spielen der Schweizerinnen jeweils eingewechselt. Die Schweiz schied im Achtelfinal aus. Auch für die Europameisterschaft 2025 wurde sie in den Kader berufen und kam im letzten Spiel zu einem Teileinsatz. Die Schweiz erreichte den Viertelfinal.

## Erfolge
- Schweizer Meisterin: 2012, 2013, 2014, 2015, 2016, 2018, 2019, 2022
- Schweizer Pokalsiegerin: 2012, 2013, 2015, 2016, 2018, 2019, 2022